# Ononis jahandiezii
Ononis jahandiezii är en ärtväxtart som beskrevs av René Charles Maire och Marc Weiller. Ononis jahandiezii ingår i släktet puktörnen, och familjen ärtväxter. Inga underarter finns listade i Catalogue of Life.